# Liste des champions du monde poids lourds de boxe anglaise
Liste des champions du monde de boxe poids lourds reconnus par les organisations suivantes :
- La WBA[2] (World Boxing Association), fondée en 1921 et succédant à la NBA (National Boxing Association) en 1962,
- La WBC[3] (World Boxing Council), fondée en 1963,
- L'IBF[4] (International Boxing Federation), fondée en 1983,
- La WBO[5] (World Boxing Organization), fondée en 1988.

Avant 1921, les champions du monde étaient reconnus en tant que tel par le public sans qu’il n’y ait d’organisme particulier pour gérer l’attribution de ce titre.
Mise à jour : 7 août 2025
| Gain du titre | Perte du titre    | Champion           | Champion         | Reconnaissance           | Défenses |
| --- | ----------------- | ------------------ | ---------------- | ------------------------ | -------- |
| 7 février 1882 | 7 septembre 1892  | John L. Sullivan   | États-Unis       | Unanime                  | 0        |
| Sullivan bat Paddy Ryan en 1882 et est unanimement reconnu comme le 1er champion de l’ère moderne. |                   |                    |                  |                          |          |
| 7 septembre 1892 | 17 mars 1897      | James J. Corbett   | États-Unis       | Unanime                  | 1        |
| 17 mars 1897 | 9 juin 1899       | Bob Fitzsimmons    | Royaume-Uni      | Unanime                  | 0        |
| 9 juin 1899 | 13 mai 1905       | James J. Jeffries  | États-Unis       | Unanime                  | 7        |
| Jeffries se retire et annonce sa retraite en déclarant que le vainqueur du combat opposant Marvin Hart à Jack Root devrait être le prochain champion légitime ! |                   |                    |                  |                          |          |
| 3 juillet 1905 | 23 février 1906   | Marvin Hart        | États-Unis       | Unanime                  | 0        |
| 23 février 1906 | 26 décembre 1908  | Tommy Burns        | Canada           | Unanime                  | 11       |
| 26 décembre 1908 | 5 avril 1915      | Jack Johnson       | États-Unis       | Unanime                  | 8        |
| 5 avril 1915 | 4 juillet 1919    | Jess Willard       | États-Unis       | Unanime                  | 1        |
| 4 juillet 1919 | 23 septembre 1926 | Jack Dempsey       | États-Unis       | Unanime                  | 5        |
| Dempsey est le premier champion officiel NBA. |                   |                    |                  |                          |          |
| 23 septembre 1926 | 31 juillet 1928   | Gene Tunney        | États-Unis       | Unanime                  | 2        |
| Tunney abandonne la défense de son titre en annonçant sa retraite le 31 juillet 1928. |                   |                    |                  |                          |          |
| 12 juin 1930 | 21 juin 1932      | Max Schmeling      | Allemagne        | Unanime                  | 1        |
| 21 juin 1932 | 29 juin 1933      | Jack Sharkey       | États-Unis       | Unanime                  | 0        |
| 29 juin 1933 | 14 juin 1934      | Primo Carnera      | Italie           | Unanime                  | 2        |
| 14 juin 1934 | 13 juin 1935      | Max Baer           | États-Unis       | Unanime                  | 0        |
| 13 juin 1935 | 22 juin 1937      | James J. Braddock  | États-Unis       | Unanime                  | 0        |
| 22 juin 1937 | 1er mars 1949     | Joe Louis          | États-Unis       | Unanime                  | 25       |
| Louis annonce sa retraite et laisse son titre vacant. |                   |                    |                  |                          |          |
| 22 juin 1949 | 27 septembre 1950 | Ezzard Charles     | États-Unis       | NBA                      | 3        |
| 27 septembre 1950 | 18 juillet 1951   | Ezzard Charles     | États-Unis       | Unanime                  | 4        |
| Charles décroche le titre mais n’est reconnu unanimement qu’après avoir battu l’ancien champion Joe Louis qui est entretemps sorti de sa retraite. |                   |                    |                  |                          |          |
| 18 juillet 1951 | 23 septembre 1952 | Jersey Joe Walcott | États-Unis       | Unanime                  | 1        |
| 23 septembre 1952 | 27 avril 1956     | Rocky Marciano     | États-Unis       | Unanime                  | 6        |
| Marciano annonce sa retraite et laisse son titre vacant. |                   |                    |                  |                          |          |
| 30 novembre 1956 | 26 juin 1959      | Floyd Patterson    | États-Unis       | Unanime                  | 4        |
| 26 juin 1959 | 20 juin 1960      | Ingemar Johansson  | Suède            | Unanime                  | 0        |
| 20 juin 1960 | 25 septembre 1962 | Floyd Patterson    | États-Unis       | Unanime                  | 2        |
| 25 septembre 1962 | 25 février 1964   | Sonny Liston       | États-Unis       | Unanime (WBA & WBC)      | 1        |
| 25 février 1964 | 19 juin 1964      | Mohamed Ali        | États-Unis       | Unanime (WBA & WBC)      | 0        |
| La WBA destitue Mohammed Ali pour avoir accordé immédiatement une revanche à Sonny Liston, ce qui constituait une violation du règlement de cette organisation. |                   |                    |                  |                          |          |
| 19 juin 1964 | 6 février 1967    | Mohamed Ali        | États-Unis       | WBC                      | 8        |
| 5 mars 1965 | 6 février 1967    | Ernie Terrell      | États-Unis       | WBA                      | 2        |
| 6 février 1967 | 29 avril 1967     | Mohamed Ali        | États-Unis       | Unanime (WBA & WBC)      | 1        |
| Ali est destitué en 1967 par la WBA et la WBC pour avoir refusé d’effectuer son service militaire au sein de l’armée américaine alors en guerre au Vietnam. |                   |                    |                  |                          |          |
| 27 avril 1968 | 16 février 1970   | Jimmy Ellis        | États-Unis       | WBA                      | 1        |
| 16 février 1970 | 22 janvier 1973   | Joe Frazier        | États-Unis       | Unanime (WBA & WBC)      | 4        |
| Initialement reconnu par la WBC, Frazier est considéré champion du monde unanimement après sa victoire sur Ellis et Ali le 8 mars 1971. |                   |                    |                  |                          |          |
| 22 janvier 1973 | 30 octobre 1974   | George Foreman     | États-Unis       | Unanime (WBA & WBC)      | 2        |
| 30 octobre 1974 | 15 février 1978   | Mohamed Ali        | États-Unis       | Unanime (WBA & WBC)      | 10       |
| 15 février 1978 | 18 mars 1978      | Leon Spinks        | États-Unis       | Unanime (WBA & WBC)      | 0        |
| Leon Spinks perd sa ceinture WBC pour ne pas avoir affronté son adversaire officiel. |                   |                    |                  |                          |          |
| 18 mars 1978 | 15 septembre 1978 | Leon Spinks        | États-Unis       | WBA                      | 0        |
| 18 mars 1978 | 9 juin 1978       | Ken Norton         | États-Unis       | WBC                      | 0        |
| 9 juin 1978 | 11 décembre 1983  | Larry Holmes       | États-Unis       | WBC                      | 16       |
| Holmes renonce à sa ceinture WBC et préfère combattre pour le gain du tout nouveau titre IBF. |                   |                    |                  |                          |          |
| 15 septembre 1978 | 27 avril 1979     | Mohamed Ali        | États-Unis       | WBA                      | 0        |
| Croyant sa carrière sur sa fin, Ali abandonne sa ceinture WBA en échange d’une prime de son manager Don King, qui essayait d’organiser un combat entre Larry Holmes (champion WBC) et John Tate pour le titre unifié. Le combat n’aura jamais lieu et Ali remontera sur le ring en 1980. |                   |                    |                  |                          |          |
| 20 octobre 1979 | 31 mars 1980      | John Tate          | États-Unis       | WBA                      | 0        |
| 31 mars 1980 | 10 décembre 1982  | Mike Weaver        | États-Unis       | WBA                      | 2        |
| 10 décembre 1982 | 23 septembre 1983 | Michael Dokes      | États-Unis       | WBA                      | 1        |
| 23 septembre 1983 | 1er décembre 1984 | Gerrie Coetzee     | Afrique du Sud   | WBA                      | 0        |
| 11 décembre 1983 | 21 septembre 1985 | Larry Holmes       | États-Unis       | IBF                      | 3        |
| 9 mars 1984 | 31 août 1984      | Tim Witherspoon    | États-Unis       | WBC                      | 0        |
| 31 août 1984 | 22 mars 1986      | Pinklon Thomas     | États-Unis       | WBC                      | 1        |
| 1er décembre 1984 | 29 avril 1985     | Greg Page          | États-Unis       | WBA                      | 0        |
| 29 avril 1985 | 17 janvier 1986   | Tony Tubbs         | États-Unis       | WBA                      | 0        |
| 21 septembre 1985 | 19 février 1987   | Michael Spinks     | États-Unis       | IBF                      | 2        |
| Michael Spinks perd sa ceinture IBF pour ne pas avoir affronté son adversaire officiel. |                   |                    |                  |                          |          |
| 17 janvier 1986 | 12 décembre 1986  | Tim Witherspoon    | États-Unis       | WBA                      | 1        |
| 22 mars 1986 | 22 novembre 1986  | Trevor Berbick     | Jamaïque         | WBC                      | 0        |
| 22 novembre 1986 | 7 mars 1987       | Mike Tyson         | États-Unis       | WBC                      | 1        |
| 12 décembre 1986 | 7 mars 1987       | James Smith        | États-Unis       | WBA                      | 0        |
| 7 mars 1987 | 1er août 1987     | Mike Tyson         | États-Unis       | WBA & WBC                | 2        |
| 30 mai 1987 | 1er août 1987     | Tony Tucker        | États-Unis       | IBF                      | 0        |
| 1er août 1987 | 11 février 1990   | Mike Tyson         | États-Unis       | Unanime (WBA, WBC & IBF) | 7        |
| 6 mai 1989 | 11 janvier 1991   | Francesco Damiani  | Italie           | WBO                      | 1        |
| 11 février 1990 | 25 octobre 1990   | James Douglas      | États-Unis       | WBA, WBC & IBF           | 0        |
| 25 octobre 1990 | 13 novembre 1992  | Evander Holyfield  | États-Unis       | WBA, WBC & IBF           | 3        |
| 11 janvier 1991 | 24 décembre 1991  | Ray Mercer         | États-Unis       | WBO                      | 1        |
| Mercer perd sa ceinture WBO pour ne pas avoir affronté son adversaire officiel. |                   |                    |                  |                          |          |
| 15 mai 1992 | 3 février 1993    | Michael Moorer     | États-Unis       | WBO                      | 0        |
| Moorer perd sa ceinture WBO pour ne pas avoir affronté son adversaire officiel. |                   |                    |                  |                          |          |
| 13 novembre 1992 | 14 décembre 1992  | Riddick Bowe       | États-Unis       | WBA, WBC & IBF           | 0        |
| Bowe est destitué par la WBC pour avoir refusé d'affronter son adversaire officiel Lennox Lewis. |                   |                    |                  |                          |          |
| 14 décembre 1992 | 6 novembre 1993   | Riddick Bowe       | États-Unis       | WBA & IBF                | 2        |
| 14 décembre 1992 | 24 septembre 1994 | Lennox Lewis       | Royaume-Uni      | WBC                      | 3        |
| Lennox Lewis bat Razor Ruddock le 31 octobre 1992 dans une demi-finale mondiale pour le titre WBC. Lorsque Riddick Bowe est destitué, la WBC attribue immédiatement le titre à Lewis. |                   |                    |                  |                          |          |
| 7 juin 1993 | 29 octobre 1993   | Tommy Morrison     | États-Unis       | WBO                      | 1        |
| 29 octobre 1993 | 19 mars 1994      | Michael Bentt      | États-Unis       | WBO                      | 0        |
| 6 novembre 1993 | 22 avril 1994     | Evander Holyfield  | États-Unis       | WBA & IBF                | 0        |
| 19 mars 1994 | 11 mars 1995      | Herbie Hide        | Royaume-Uni      | WBO                      | 0        |
| 22 avril 1994 | 5 novembre 1994   | Michael Moorer     | États-Unis       | WBA & IBF                | 0        |
| 24 septembre 1994 | 2 septembre 1995  | Oliver McCall      | États-Unis       | WBC                      | 1        |
| 5 novembre 1994 | 4 mars 1995       | George Foreman     | États-Unis       | WBA & IBF                | 0        |
| Foreman est destitué par la WBA pour ne pas avoir affronté son adversaire officiel. |                   |                    |                  |                          |          |
| 4 mars 1995 | 28 juin 1995      | George Foreman     | États-Unis       | IBF                      | 1        |
| Foreman est destitué par l’IBF pour le même motif. |                   |                    |                  |                          |          |
| 11 mars 1995 | 1er mai 1996      | Riddick Bowe       | États-Unis       | WBO                      | 1        |
| Bowe annonce sa retraite et laisse son titre WBO vacant. |                   |                    |                  |                          |          |
| 8 avril 1995 | 7 septembre 1996  | Bruce Seldon       | États-Unis       | WBA                      | 1        |
| 2 septembre 1995 | 16 mars 1996      | Frank Bruno        | Royaume-Uni      | WBC                      | 0        |
| 9 décembre 1995 | 7 septembre 1996  | François Botha     | Afrique du Sud   | IBF                      | 0        |
| Botha est contrôlé positif aux stéroïdes anabolisants après sa victoire face à Axel Schulz pour le titre vacant IBF. L’organisation le destitue, déclare à nouveau le titre vacant et raye Botha de sa liste des champions du monde poids lourds.                                        |                   |                    |                  |                          |          |
| 16 mars 1996 | 7 septembre 1996  | Mike Tyson         | États-Unis       | WBC                      | 0        |
| 22 juin 1996 | 8 novembre 1997   | Michael Moorer     | États-Unis       | IBF                      | 2        |
| 29 juin 1996 | 17 février 1997   | Henry Akinwande    | Royaume-Uni      | WBO                      | 2        |
| Akinwande est classé deuxième par la WBC lorsqu’il remporte le titre WBO. L’inimitié entre les deux organisations pousse la WBC à le rétrograder de sorte qu’il doit abandonner sa ceinture pour pouvoir combattre Lennox Lewis pour le titre WBC.                                       |                   |                    |                  |                          |          |
| 7 septembre 1996 | 9 novembre 1996   | Mike Tyson         | États-Unis       | WBA & WBC                | 0        |
| 9 novembre 1996 | 8 novembre 1997   | Evander Holyfield  | États-Unis       | WBA                      | 2        |
| 7 février 1997 | 13 novembre 1999  | Lennox Lewis       | Royaume-Uni      | WBC                      | 6        |
| 28 juin 1997 | 26 juin 1999      | Herbie Hide        | Royaume-Uni      | WBO                      | 2        |
| 8 novembre 1997 | 13 novembre 1999  | Evander Holyfield  | États-Unis       | WBA & IBF                | 2        |
| 26 juin 1999 | 1er avril 2000    | Vitali Klitchko    | Ukraine          | WBO                      | 2        |
| 13 novembre 1999 | 29 avril 2000     | Lennox Lewis       | Royaume-Uni      | WBA, WBC & IBF           | 0        |
| Après un imbroglio médiatico-judiciaire, Lewis se voit destitué par la WBA pour ne pas avoir affronté John Ruiz. |                   |                    |                  |                          |          |
| 1er avril 2000 | 14 octobre 2000   | Chris Byrd         | États-Unis       | WBO                      | 0        |
| 29 avril 2000 | 22 avril 2001     | Lennox Lewis       | Royaume-Uni      | WBC & IBF                | 3        |
| 12 août 2000 | 3 mars 2001       | Evander Holyfield  | États-Unis       | WBA                      | 0        |
| 14 octobre 2000 | 8 mars 2003       | Wladimir Klitchko  | Ukraine          | WBO                      | 5        |
| 3 mars 2001 | 1er mars 2003     | John Ruiz          | Porto Rico       | WBA                      | 2        |
| 22 avril 2001 | 17 novembre 2001  | Hasim Rahman       | États-Unis       | WBC & IBF                | 0        |
| 17 novembre 2001 | 5 septembre 2002  | Lennox Lewis       | Royaume-Uni      | WBC & IBF                | 1        |
| Lennox Lewis renonce à sa ceinture IBF en échange d’1 million de dollars versé par le promoteur Don King afin que ce dernier puisse organiser un championnat du monde entre Chris Byrd et Evander Holyfield.                                                                             |                   |                    |                  |                          |          |
| 5 septembre 2002 | 6 février 2004    | Lennox Lewis       | Royaume-Uni      | WBC                      | 1        |
| Lewis annonce sa retraite et laisse son titre WBC vacant. |                   |                    |                  |                          |          |
| 14 décembre 2002 | 22 avril 2006     | Chris Byrd         | États-Unis       | IBF                      | 4        |
| 1er mars 2003 | 20 février 2004   | Roy Jones Jr.      | États-Unis       | WBA                      | 0        |
| Roy Jones Jr. renonce à défendre son titre WBA et préfère poursuivre sa carrière en mi-lourds. |                   |                    |                  |                          |          |
| 8 mars 2003 | 9 octobre 2003    | Corrie Sanders     | Afrique du Sud   | WBO                      | 0        |
| Sanders renonce à défendre son titre WBO. |                   |                    |                  |                          |          |
| 20 février 2004 | 30 avril 2005     | John Ruiz          | Porto Rico       | WBA                      | 3        |
| Ruiz bat Hasim Rahman le 13 décembre 2003 est devient champion WBA par intérim avant d’être reconnu champion à part entière à la suite du retrait de Roy Jones Jr. |                   |                    |                  |                          |          |
| 10 avril 2004 | 1er avril 2006    | Lamon Brewster     | États-Unis       | WBO                      | 3        |
| 24 avril 2004 | 9 novembre 2005   | Vitali Klitschko   | Ukraine          | WBC                      | 1        |
| Vitali Klitchko annonce sa retraite et laisse son titre WBC vacant. |                   |                    |                  |                          |          |
| 30 avril 2005 | 17 mai 2005       | James Toney        | États-Unis       | WBA                      | 0        |
| Le 10 mai 2005, Toney est contrôlé positif à la nandrolone (un stéroïde anabolisant) après sa victoire face à John Ruiz et est donc destitué au profit de Ruiz. |                   |                    |                  |                          |          |
| 17 mai 2005 | 17 décembre 2005  | John Ruiz          | Porto Rico       | WBA                      | 0        |
| 9 novembre 2005 | 13 août 2006      | Hasim Rahman       | États-Unis       | WBC                      | 1        |
| Rahman bat Monte Barrett le 13 août 2005 et devient champion WBC par intérim, puis champion à part entière après que Vitali Klitschko ait pris sa retraite. |                   |                    |                  |                          |          |
| 17 décembre 2005 | 14 avril 2007     | Nicolay Valuev     | Russie           | WBA                      | 3        |
| 1er avril 2006 | 4 novembre 2006   | Serguei Lyakhovich | Biélorussie      | WBO                      | 0        |
| 22 avril 2006 | 24 février 2008   | Wladimir Klitschko | Ukraine          | IBF                      | 5        |
| 13 août 2006 | 8 mars 2008       | Oleg Maskaev       | Russie           | WBC                      | 1        |
| 4 novembre 2006 | 2 février 2007    | Shannon Briggs     | États-Unis       | WBO                      | 0        |
| 2 février 2007 | 24 février 2008   | Sultan Ibragimov   | Russie           | WBO                      | 1        |
| 14 avril 2007 | 30 août 2008      | Ruslan Chagaev     | Ouzbékistan      | WBA                      | 2        |
| 8 mars 2008 | 12 octobre 2008   | Samuel Peter       | Nigeria          | WBC                      | 0        |
| 30 août 2008 | 7 novembre 2009   | Nicolay Valuev     | Russie           | WBA                      | 1        |
| La ceinture WBA de Chagaev a été déclaré vacante car son combat revanche contre Valuev a été reporté puis annulé en raison de blessures répétées du boxeur ouzbek lors de sa préparation, Valuev a finalement battu John Ruiz.                                                           |                   |                    |                  |                          |          |
| 23 février 2008 | 2 juillet 2011    | Wladimir Klitschko | Ukraine          | IBF & WBO                | 6        |
| 11 octobre 2008 | 16 décembre 2013  | Vitali Klitschko   | Ukraine          | WBC                      | 9        |
| Faute d'avoir remis en jeu son titre, initialement contre Bermane Stivern, Vitali Klitschko perd sa ceinture WBC. Le titre est désormais vacant, néanmoins Vitali est fait Champion Emeritus.                                                                                            |                   |                    |                  |                          |          |
| 7 novembre 2009 | 2 juillet 2011    | David Haye         | Royaume-Uni      | WBA                      | 2        |
| 2 juillet 2011 | 29 novembre 2015  | Wladimir Klitschko | Ukraine          | WBA, IBF & WBO           | 8        |
| 10 mai 2014 | 17 janvier 2015   | Bermane Stiverne   | Canada           | WBC                      | 0        |
| 17 janvier 2015 | 22 février 2020   | Deontay Wilder     | États-Unis       | WBC                      | 10       |
| 28 novembre 2015 | 8 décembre 2015   | Tyson Fury         | Royaume-Uni      | WBA, IBF & WBO           | 0        |
| Faute d'avoir remis en jeu son titre et affronté son challengeur officiel, Vyacheslav Glazkov, Tyson Fury perd sa ceinture IBF. Le titre est désormais vacant. |                   |                    |                  |                          |          |
| 8 décembre 2015 | Octobre 2016      | Tyson Fury         | Royaume-Uni      | WBA & WBO                | 0        |
| Fury laisse ses titres vacants en octobre 2016. |                   |                    |                  |                          |          |
| 16 janvier 2016 | 9 avril 2016      | Charles Martin     | États-Unis       | IBF                      | 0        |
| 9 avril 2016 | 29 avril 2017     | Anthony Joshua     | Royaume-Uni      | IBF                      | 3        |
| 10 décembre 2016 | 31 mars 2018      | Joseph Parker      | Nouvelle-Zélande | WBO                      | 2        |
| 29 avril 2017 | 31 mars 2018      | Anthony Joshua     | Royaume-Uni      | WBA & IBF                | 1        |
| 31 mars 2018 | 1er juin 2019     | Anthony Joshua     | Royaume-Uni      | WBA, IBF & WBO           | 1        |
| 1er juin 2019 | 7 décembre 2019   | Andy Ruiz Jr       | États-Unis       | WBA, IBF & WBO           | 0        |
| 7 décembre 2019 | 25 septembre 2021 | Anthony Joshua     | Royaume-Uni      | WBA, IBF & WBO           | 1        |
| 22 février 2020 | 18 mai 2024       | Tyson Fury         | Royaume-Uni      | WBC                      | 3        |
| 25 septembre 2021 | 18 mai 2024       | Oleksandr Usyk     | Ukraine          | WBA, IBF & WBO           | 3        |
| 18 mai 2024 | 25 juin 2024      | Oleksandr Usyk     | Ukraine          | Unanime                  | 0        |
| Usyk laisse son titre IBF vacant le 25 juin 2024. |                   |                    |                  |                          |          |
| 25 juin 2024 | 19 juillet 2025   | Oleksandr Usyk     | Ukraine          | WBA, WBO & WBC           | 1        |
| 21 septembre 2024 | 19 juillet 2025   | Daniel Dubois      | Royaume-Uni      | IBF                      | 1        |
| 19 juillet 2025 | En cours          | Oleksandr Usyk     | Ukraine          | Unanime                  |          |

## Notes et références

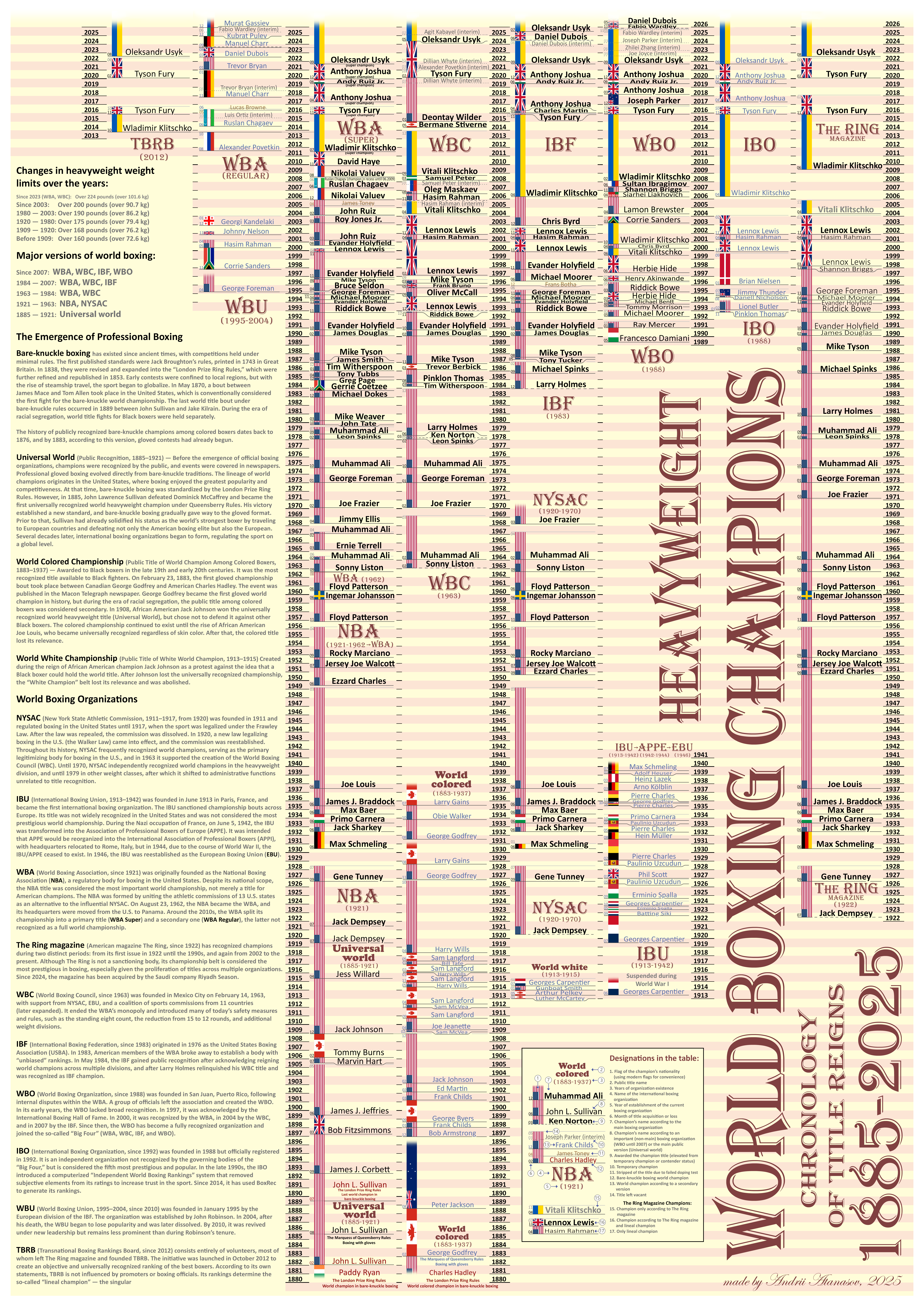
Chronologie des champions du monde poids lourds de boxe anglaise